# Fort Douglas (Utah)
Pour l’article homonyme, voir Fort Douglas.
Fort Douglas est un ancien poste militaire de la United States Army établi au début de la guerre de Sécession à proximité de Salt Lake City dans le territoire de l'Utah afin de protéger la route du courrier transcontinental et de garder un œil sur les Mormons.
Établi le 26 octobre 1862 par le colonel Patrick E. Connor, il fut initialement dénommé Camp Douglas en l'honneur du sénateur de l'Illinois Stephen A. Douglas avant d'être renommé Fort Douglas en 1878. Il a été officiellement abandonné en 1991.
Le fort a été inscrit au Registre national des lieux historiques en 1970 et désigné National Historic Landmark en 1975.